# Ortonville (Minnesota)
Ortonville es una pequeña localidad de Estados Unidos ubicada a orillas del lago Big Stone, en el condado de Big Stone del estado  de Minnesota. En el Censo de 2010 tenía una población de 1916 habitantes y una densidad poblacional de 207,86 personas por km².

## Geografía
Ortonville se encuentra ubicada en las coordenadas 45°18′13″N 96°26′28″O / 45.30361, -96.44111. Según la Oficina del Censo de los Estados Unidos, Ortonville tiene una superficie total de 9.22 km², de la cual 9.08 km² corresponden a tierra firme y (1.49%) 0.14 km² es agua.

## Demografía
Según el censo de 2010, había 1916 personas residiendo en Ortonville. La densidad de población era de 207,86 hab./km². De los 1916 habitantes, Ortonville estaba compuesto por el 97.03% blancos, el 0.31% eran afroamericanos, el 0.63% eran amerindios, el 0.05% eran asiáticos, el 0% eran isleños del Pacífico, el 0.68% eran de otras razas y el 1.3% pertenecían a dos o más razas. Del total de la población el 1.04% eran hispanos o latinos de cualquier raza.